# Rosa Castelltort i Vila
Rosa Castelltort i Vila (Barcelona, 11 de maig de 1910– Barcelona, 20 de març de 2009) fou una atleta catalana, pionera de l'atletisme femení a Catalunya. Va fer tota la seva carrera esportiva al Club Femení i d'Esports de Barcelona.
Va guanyar el Campionat de Catalunya a les proves de 60 llisos, salt d'alçada i salt de llargada l'any 1931. Va ser campiona d'Espanya de 80 i 150 llisos a l'any 1931 i de 80, 150, 80 tanques i salt de llargada a l'any 1932. Va batre els rècords de Catalunya i d'Espanya de 80, 100, 80 tanques, alçada i llargada.

## Primers anys i entorn familiar
Era filla de Ramon Castelltort i Farrés (+1937) i Dorotea Vila i Domus (+ 1950), que fou presidenta del Club Femení i d'Esports durant dos anys.A la seva família també hi havia altres atletes, com les seves germanes Dolors, Merceneta, la seva cosina Maria Mercè i el seu cosí Romà Castelltort, destacat marxador.

## Carrera esportiva
Rosa Castelltort i Vila, juntament amb la seva germana Dolors i els seus cosins Mercè i Romà, van practicar l'atletisme durant la dècada dels 30, i van quedar totes dues campiones en diverses proves dels campionats d'atletisme de Catalunya i d'Espanya. Tot i així, Rosa Castelltort és la que va assolir les millors marques en les diferents proves. En aquella època el concepte d'especialització atlètica no existia i la dona que destacava en alguna prova habitualment també en practicava altres amb relatiu èxit. Es podria dir que Rosa Castelltort no va ser una excepció, en el sentit que va destacar i aconseguir rècords en proves molt variades dins del món de l'atletisme. L'any 1931 va ser la primera “record woman” en les distàncies de 80 i 150 metres en el primer campionat femení d'Espanya d'atletisme; després aquestes distàncies s'equipararien a les dels homes i passarien a ser les proves de 100 i 200 metres.
Durant els primers campionats d'Espanya del 1931, 1932 i 1933 Rosa Castelltort va mantenir una rivalitat constant amb la seva germana, Dolors; de primer en les proves de 80 metres tanques, que després serien els 100 metres tanques, el salt d'alçada i el salt de longitud. Una anècdota respecte a això és que, l'any 1932, Dolors Castelltort va fer rècord en salt de longitud amb 4,60 metres, i Rosa Castelltort la va igualar 4 mesos més tard.
A més a més, Rosa Castelltort també era sòcia del Club Natació Barcelona i, tot i que va participar en curses de natació, mai no va destacar tant com en el món de l'atletisme. Però, durant l'època originària de l'atletisme femení, les tres van representar sempre al Club Femení i d'Esports. Allà, Rosa Castelltort també va practicar bàsquet i àdhuc rem durant una època curta. Tot i així, per a ella la pràctica de l'atletisme va ser la més dura i la que li va exigir més sacrifici, sobretot pel fet d'haver d'anar a entrenar amb l'entrenador de la Federació Catalana a les vuit del matí a l'Estadi de Montjuïc.

## Palmarès
Campionat de Catalunya
- 80 metres llisos: 1931
- Salt de llargada: 1931
- Salt d'alçada: 1931

Campionat d'Espanya
- 80 m: 1931, 1932
- 150 m: 1931, 1932
- 80 m tanques: 1932
- salt de llargada: 1932
- 4 x 75 m: 1931, 1932